# Chambre de commerce de Douala
La Chambre de commerce du Littoral, située à proximité du Port Autonome de Douala dans le quartier Bonanjo, est un organisme chargé de représenter les intérêts des entreprises commerciales, industrielles et de services d'une zone géographique et de leur apporter certains services.

## Histoire
La première Chambre de Commerce, créée à Douala en 1921, après la Conférence et le Traité de Versailles de 1919, n'a qu'un statut consultatif. Elle supervise les ressources destinées à la mise en valeur du Territoire, et établit les mercuriales agricoles pour le monde paysan. Les quinze membres qui siègent dans cette première Chambre sont choisis par le Commissaire de la République et nommés par arrêté pour deux ans. Parmi eux figurent deux indigènes, un commerçant et un planteur, disposition novatrice dans ce contexte régi par les ordonnances raciales et discriminatoires du Code de l'Indigénat.

## Architecture
Le bâtiment actuel construit de 1927 à 1928 sous l'administration française, est un édifice de deux niveaux couvert d'un toit en terrasse supporté par deux piliers octogonaux sur la façade extérieure, portant des chapiteaux de part et d'autre.
De style art nouveau tardif, cet édifice est une des premières manifestations architecturales françaises au Cameroun.